# 巷子口鎮
巷子口鎮（こうしこうちん）は中華人民共和国湖南省長沙市寧郷市の鎮。

## 行政区画
- 巷子口社区
- 聯花村
- 官山村
- 新書村
- 双河村
- 獅沖村
- 巷市村
- 直田村
- 黄鶴村
- 仙竜潭村
- 扶峰村
- 花橋村
- 金楓園村

## 経済

### 名物・特産品
- シナグリ
- たばこ[2]

## 地理
巷子口鎮は寧郷市の西部に位置し、北は潙山郷と、東は黄材鎮と、西は安化県大福鎮と、南は竜田鎮、沙田郷とそれぞれ接している。
- 河川：潙水河
- 山：扶王山（969.8m）、九折崙[4]

## 教育
- 高級中学：寧郷十中

## 交通

### 道路
- 省道1810

## 観光
- 張浚墓
- 張栻墓
- 清代古橋
- 宋街

## 出身有名人
- 易祓（中国語版）：宋代の詩人、詞人、能書家[5]。